# Rafael Castellín
Rafael Ernesto Castellín García (Maturín, 2 de setembro de 1975) é um ex-futebolista venezuelano que atuava como atacante. O atleta é o maior goleador da história do Caracas FC.

## Carreira
Castellin integrou a Seleção Venezuelana de Futebol na Copa América de 1997.

## Títulos

### Caracas FC
- Campeonato Venezuelano: 1996/1997, 2003/2004, 2006/2007 e 2008-09.[4]